# Heinrich Strecker
Heinrich Strecker   (Viena, 24 de febrer de 1893 - Baden bei Wien, 28 de juny de 1981) va ser un compositor austríac d’operetes i música popular vienesa.

## Biografia
Quan era petit, Strecker va ser enviat a Theux, a Bèlgica, on va ser educat en un internat dirigit per lazaristes. Aquí es va notar el seu talent per la música i es va fomentar el seu interès. En acabar la seva escolarització, podia tocar 12 instruments. Va professar una preferència pel violí, en què va completar una masterclass. El 1907, Strecker va debutar en la seva actuació pública amb la seva pròpia composició, Concert per a violí en la major, i el mateix any se li va demanar que el interpretés per al rei belga Leopold II i va ser honrat per fer-ho.
Va tornar a Viena el 1910, als 17 anys, per estudiar dret a la Universitat de Viena. Els seus estudis van ser interromputs per la Primera Guerra Mundial, en què va ser oficial de l'exèrcit. Després de la guerra es va dedicar exclusivament a la seva música, estudiant amb el professor Kamillo Horn i començant a compondre peces clàssiques.
Entre peces per encàrrec, com ara dansa i música de cinema, va descobrir cançons vieneses. Es va fer famós per aquest tipus de música popular, així com pel seu Singspiel. Sovint va col·laborar amb F. Gerold, Joe Grebitz i Bruno Hardt-Warden [de], que van escriure els textos de la cançó i els llibretes.
El 21 de desembre de 1931, la seva opereta "Mädel aus Wien" (Noia de Viena) es va estrenar al Vienna Bürgertheater, i immediatament després de l'Anschluss d'Àustria pel Tercer Reich, la seva opereta "Der ewige Walzer" (El vals etern) es va estrenar el 18 Maig de 1938 al Volksoper. El seu Singspiel Ännchen von Tharau (Petita Ann de Tharau), que va escriure amb Hardt-Warden, es va estrenar al teatre Raimund el 8 de febrer de 1940.
Strecker es va convertir en membre del partit nazi el 1933 i va ser el representant regional de la comunitat cultural de Viena. A més de les editorials "Excelsior" i "Stage", que va fundar a Viena el 1926, es va fer càrrec de les editorials musicals "Bristol, Sirius i Europaton" sota l'aparença de l'arianització.
Strecker estava casat amb Erika Strecker i va morir als 88 anys a Baden el 28 de juny de 1981.
Durant la seva carrera va compondre moltes cançons populars, passos, marxes, operetes i partitures de pel·lícules. La seva música segueix sent popular a Àustria i, de vegades, es fan concerts a la seva antiga casa, al suburbi vienès de Baden bei Wien. També el lletrista Rudolf Berdach va escriure obres per a ell.

## Obres seleccionades
- El catàleg complet de les obres de Heinrich Strecker inclou més de 350 peces individuals.

Obres escèniques
- Mädel aus Wien, opereta (1931)
- Ännchen von Tharau, Singspiel en 3 actes (1933)
- Der ewige Walzer, opereta (1937)
- Honeymoon, opereta

Viennese songs
- Drunt in der Lobau
- Ja, ja der Wein ist gut
- Auf der Lahmgrub'n da steht ein altes Haus
- Grüß mir die Stadt der Lieder
- An der blauen Donau
- Wann a Weana Musi spielt
- Das war in Petersdorf